# Charles J. Hunt
Pour les articles homonymes, voir Hunt.
Charles J. Hunt, né le 8 avril 1881 à Fort Lee dans le New Jersey et mort le 3 février 1976 à Los Angeles, est un monteur, producteur et réalisateur américain.

## Filmographie
- 1920 : Headin' Home (acteur)
- 1925 : The Fate of a Flirt (montage)
- 1925 : The Lure of the Wild de Frank R. Strayer
- 1926 : The Smoke Eaters (en) (réalisateur)
- 1926 : The Dixie Flyer (réalisateur)
- 1926 : The Warning Signal (en) (réalisateur)
- 1927 : Modern Daughters (en) (réalisateur)
- 1927 : The Show Girl (en)  (réalisateur)
- 1927 : On the Stroke of Twelve (en) (réalisateur)
- 1927 : The Midnight Watch (réalisateur)
- 1928 : South of Panama (réalisateur)
- 1928 : Queen of the Chorus (en) (réalisateur)
- 1928 : Thundergod (réalisateur)
- 1929: Smoke Bellew (en) (montage)
- 1930 : Just Like Heaven (montage)
- 1930 : Second Honeymoon (montage)
- 1930 : Near the Rainbow's End (montage)
- 1931 : Rider of the Plains (en)
- 1931 : The Sunrise Trail (montage)
- 1931 : La Diligence infernale (Galloping Thru)
- 1931 : The Ridin' Fool (montage)
- 1931 : Riders of the North (en)
- 1932 : Police Court (en)
- 1932 : Trailing the Killer (en)
- 1932 : Law of the West (en)
- 1934 : Sous le soleil d'Arizona ('Neath the Arizona Skies) (montage)
- 1934 : L'Héritage du chercheur d'or (The Trail Beyond)
- 1936 : The Devil on Horseback (en) (producteur associé)
- 1936 : We're in the Legion Now! (en) (producteur associé)
- 1936 : Go-Get-'Em, Haines (en) (montage)
- 1936 : Captain Calamity (en) (producteur associé)